# Каммерер, Марсель
Марсель Каммерер (нем. Marcel Kammerer; 4 ноября 1878[…], Вена — 25 декабря 1959[…], Монреаль, Квебек) — австрийский архитектор и художник.

## Биография
Родился 4 ноября 1878 года в Вене, Австро-Венгрия.
В 1897 году Марсель Каммерер сдал экзамен на аттестат зрелости в Государственном учебном заведении в Вене. Посещал Академию изящных искусств в Вене с 1898 по 1902 год.
Предпринял учебную поездку в Египет, Италию, Швейцарию, Англию и Голландию в 1901 году благодаря стипендии. Ученик Вагнера несколько лет работал главным чертёжником в офисе Отто Вагнера и участвовал в строительстве важных зданий, таких как церковь в Штайнхофе. Каммерер спроектировал большую часть мебели для здания Почтовой сберегательной кассы Вагнера. Кроме того, он также руководил независимыми проектами.
С 1911 по 1918 год Каммерер создал совместное предприятие с архитекторами Отто Шонталем и Эмилем Хоппе, которые также происходили из школы Отто Вагнера. До 1914 года он обучался живописи у Франца Румплера. Один из самых известных проектов Каммерера — беговая дорожка в Крио (1914), а его основная работа — реконструкция гранд-отеля Вислер в Граце в стиле Венского сецессиона. В 1925 году он выполнил работы убранству замка Лехенхоф в Шайбсе, в том числе библиотеку, Виктора Тонета. В межвоенный период Каммерер в основном работал художником. Особенно он ценился и выставлялся в эпоху национал-социалистов.
Среди прочего, Каммерер получил почётный орден на международной выставке в Риме в 1911 году, премию Хансена в 1899 году, приз муниципалитета Вены за выдающееся здание (жилой дом, Вена 1, Доротеергассе 5-7) в 1915 году, и почётную медаль Центральной ассоциации австрийских художников в 1932 году. Серебро, 1913 год, почётный приз на Лейпцигской строительной выставке в серебре.
1 апреля 1933 года вступил в НСДАП (членский номер 1 613 382). С 1938 по 1944 год он был представлен на всех крупнейших немецких художественных выставках в Мюнхене. После «аншлюса» он занимал должность регионального директора по изобразительному искусству в районе Вены и стал влиятельным чиновником. После 1945 года эмигрировал в Канаду.
Умер 25 декабря 1959 года в Монреале, Канада.